# The Works (album, Queen)
The Works je jedanaesti studijski, odnosno trinaesti po redu album britanskog rock sastava "Queen". Album je izdan 1984. godine. Na albumu se nalazi mega hit "Radio Ga Ga" koji je napisao Roger Taylor.
Po prvi puta su sve pjesme s albuma izdane i kao siglovi. Na "B" strani "Man On The Prowl" nalazi se pjesma "Thank God It’s Christmas" koja nije objavljena na albumu.
Album je proveo 48 tjedana na top listi albuma i doseguno poziciju broj 2.

### Popis pjesama
1. "Radio Ga Ga" (Taylor) - 5:44
2. "Tear It Up" (May) - 3:28
3. "It’s A Hard Life" (Mercury) - 4:08
4. "Man On The Prowl" (Mercury) - 3:28
5. "Machines (or 'Back To Humans')" (Deacon) - 3:20
6. "I Want to Break Free" (Deacon) - 3:20
7. "Keep Passing The Open Windows" (Mercury) - 5:21
8. "Hammer To Fall" (May) - 4:28
9. "Is This The World We Created" (Mercury - May) - 2:13

Bonus izdanje na CD izdanju "Hollywood recordsa" (1991.)
1. "I Go Crazy" (May) (Original s "B" strane) – 3:42
2. "Radio Ga Ga (Extended Verzija)" (Taylor) – 6:50
3. "I Want to Break Free (Extended Miks)" (Deacon) – 7:19

## Pjesme
1. Radio Ga Ga (Taylor) - Objavljena kao singl 23. siječnja 1984. godine dosegnuvši broj 2. na UK, odnosno broj 16 na američkoj top ljestvici singlova. Na "B" strani objavljena je "I Go Crazy" koja se nije našla na albumu. Taylor je pjesmu prvotno nazvao "Radio Ca Ca" (što je izgovorio njegov mali sinčić), ali "ca ca" (odnosno kaka) je na mnogim jezicima vulgarna riječ pa je promijenio naziv u "Ga Ga". Pjesma je izvedena na koncertu "Live Aid" 1985. godine i postala popularna zahvaljujući gledateljima koji su pljeskali dlanovima u ritmu refrena. Na Freddie Mercury Tribute Koncertu izveo ju je Paul Young. Taylor, May i Phil Collins (na bubnjevima) su je izveli 2002. godine na koncertu "Party at the Palace" povodom zlatnog jubileja kraljice Elizabete II. "Queen + Paul Rodgers" su je izvodili na turneji 2005. / 2006. U spotu se pojavljuju scene iz filma Metropolis, kao i obožavatelji sastava koji izvode poznato "pljeskanje dlanovima". Pjesma je objavljena na kompilaciji "Greatest Hits II" iz 1991.
2. Tear It Up (May) - Objavljena 10. rujna 1984. godine. Na "B" strani singla “Hammer to Fall”. Pjesmu je napisao Brian May koji ju je i otpjevao, ali ta verzija nije objavljena na albumu, nego je objavljena ona na kojoj pjeva Freddie Mercury.
3. It’s A Hard Life (Mercury) - Objavljena kao singl 16. srpnja 1984. godine. Mercury je pjesmu napisao inspiriran operom Ruggiera Leoncavalla "Vesti la giubba". U Spotu se sastav pojavljuje odjeven u opernim kostimima (za koje su kasnije izjavili da su bili jako neudobni i topli), kao i neobična gitara načinjena od kostiju, čija je izrada koštala oko 1,000 £. Roger Taylor je kasnije izjavio kako je to bio najgori glazbeni spot sastava.
4. Man On The Prowl (Mercury) - Pjesmu je Mercury napisao u rockabilly stilu, poput pjesme "Crazy Little Thing Called Love" objavljene 1979. godine na albumu "The Game".
5. Machines (or Back To Humans) (Taylor - May) - Objavljena 22. travnja 1984. godine na "B" strani singla "I Want to Break Free". Pjesma je napisana kao duet Mercuryjevog prirodnog glasa i miksanog Taylorovog glasa, koji zvuči kao robot.
6. I Want To Break Free (Deacon) - Objavljena kao singl 22. travnja 1984. godine i dospjela je do trećeg mjesta na UK top ljestvici singlova. Pjesma je postala popularna zahvaljujući kontraverznom glazbenom spotu u kojem se članovi sastava obučeni u žensku odjeću. Spot je zapravo parodija na TV sapunicu "Coronation Street". Za potrebe snimanja spota Freddie Mercury je obrijao svoje brkove kako bi "postao" ruski baletni plesač Vaslav Nijinsky. Zanimljivo, u dijelu spota koji prikazuje parodiju Mercury je odjeven u žensku odjeću, ali nosi brkove. U Americi je spot do 1991. godine bio zabranjen na TV postaji MTV. Na Freddie Mercury Tribute Koncertu 1992. godine izvela ju je Lisa Stansfield.
7. Keep Passing The Open Windows (Mercury) - Mercury je pjesmu napisao 1983. godine za ekranizaciju novele Johna Irvinga "The Hotel New Hampshire".
8. Hammer To Fall (May) - Objavljena kao singl 10. rujna 1984. godine. Sastav je pjesmu izveo na koncertu "Live Aid" 1985. godine. Spot je snimljen tijekom nastupa sastava u Bruxellesu, Belgija. Pjesmu su kao baladu izveli "Queen + Paul Rodgers".
9. Is This The World We Created (Mercury - May) - Objavljena 16. srpnja 1984. godine na "B" strani singla "It's a Hard Life". Pjesmu su Freddie Mercury i Brian May napisali u Münchenu, Njemačka nakon što su vidjeli vijesti na TV-u. Sastav je pjesmu često izvodio uživo.